# Rika Takayama
Rika Takayama (en japonés: 高山 莉加, Takayama Rika; 27 de agosto de 1994) es una deportista japonesa que compite en judo.
Participó en los Juegos Olímpicos de París 2024, obteniendo una medalla de plata en la prueba de equipo mixto.
Ganó una medalla de plata en los Juegos Asiáticos de 2022 y dos medallas en el Campeonato Asiático de Judo, en los años 2016 y 2024.

## Palmarés internacional
| Juegos Olímpicos    | Juegos Olímpicos     | Juegos Olímpicos | Juegos Olímpicos |
| Año                 | Lugar                | Medalla          | Categoría        |
| ------------------- | -------------------- | ---------------- | ---------------- |
| 2024                | París (Francia)      | Medalla de plata | Equipo mixto     |
| Juegos Asiáticos    |                      |                  |                  |
| Año                 | Lugar                | Medalla          | Categoría        |
| 2022                | Hangzhou (China)     | Medalla de plata | –78 kg           |
| Campeonato Asiático |                      |                  |                  |
| Año                 | Lugar                | Medalla          | Categoría        |
| 2016                | Taskent (Uzbekistán) | Medalla de plata | –78 kg           |
| 2024                | Hong Kong (China)    | Medalla de oro   | –78 kg           |